# Hornstedtia conica
Hornstedtia conica är en enhjärtbladig växtart som beskrevs av Henry Nicholas Ridley. Hornstedtia conica ingår i släktet Hornstedtia och familjen Zingiberaceae. Inga underarter finns listade i Catalogue of Life.

## Bildgalleri

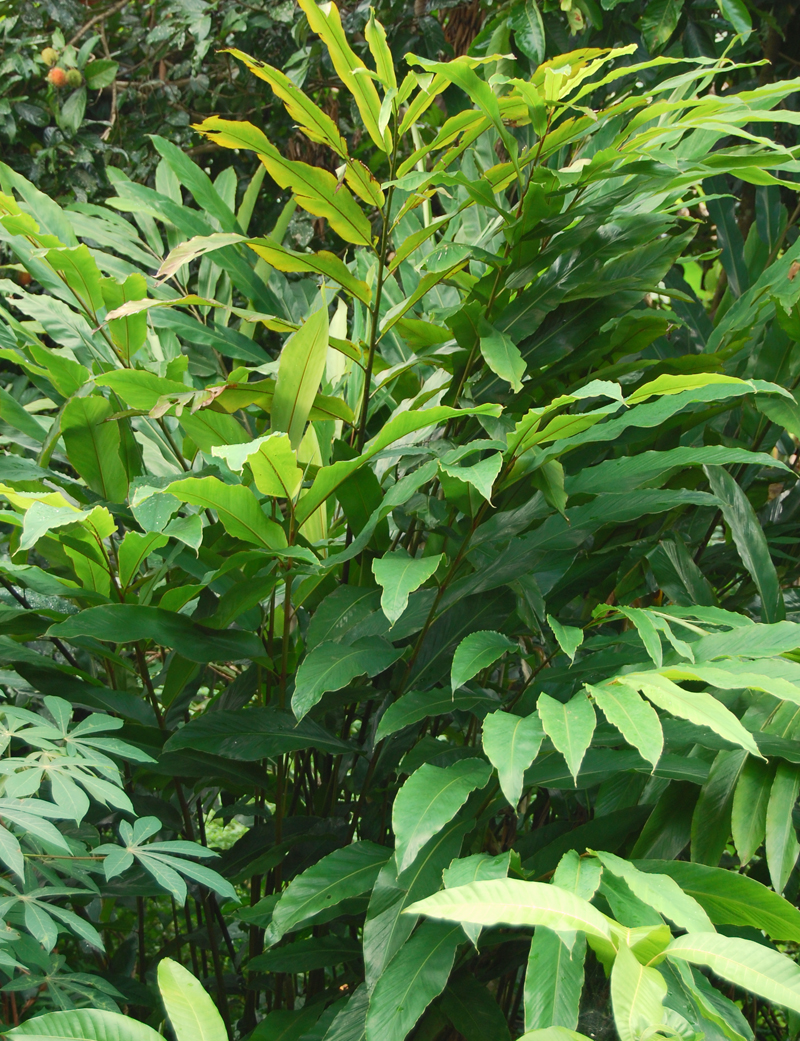
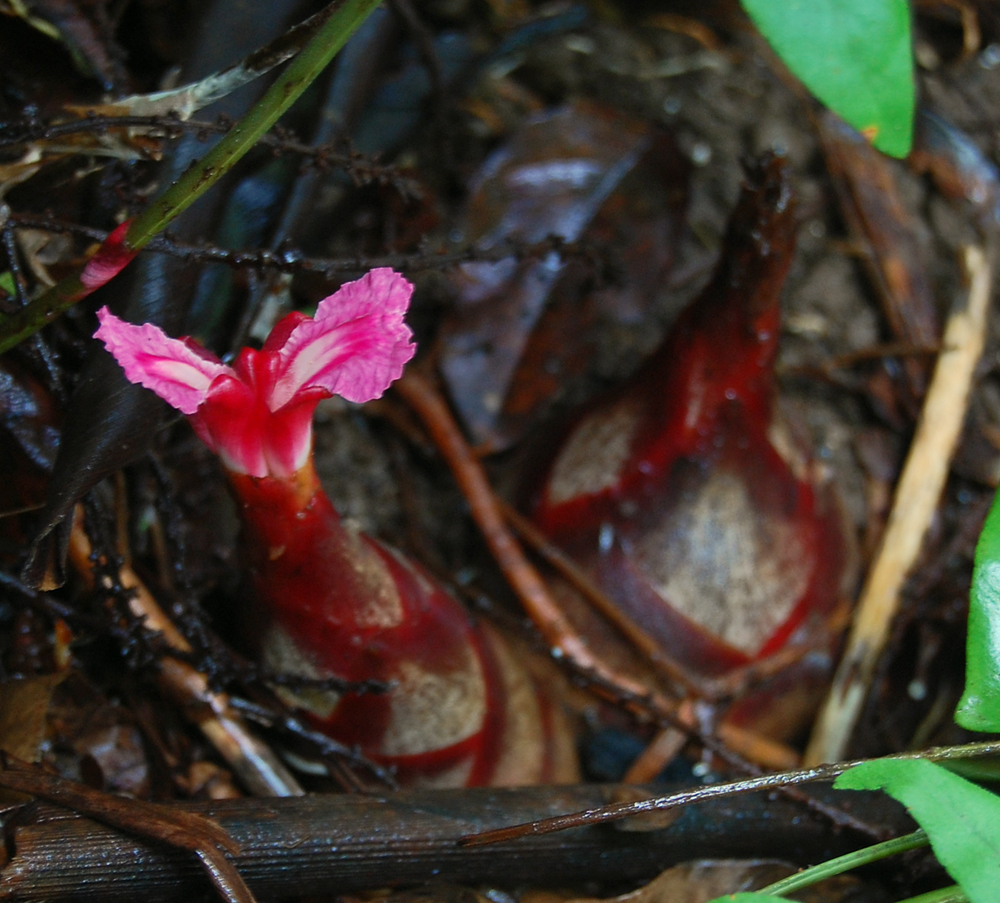
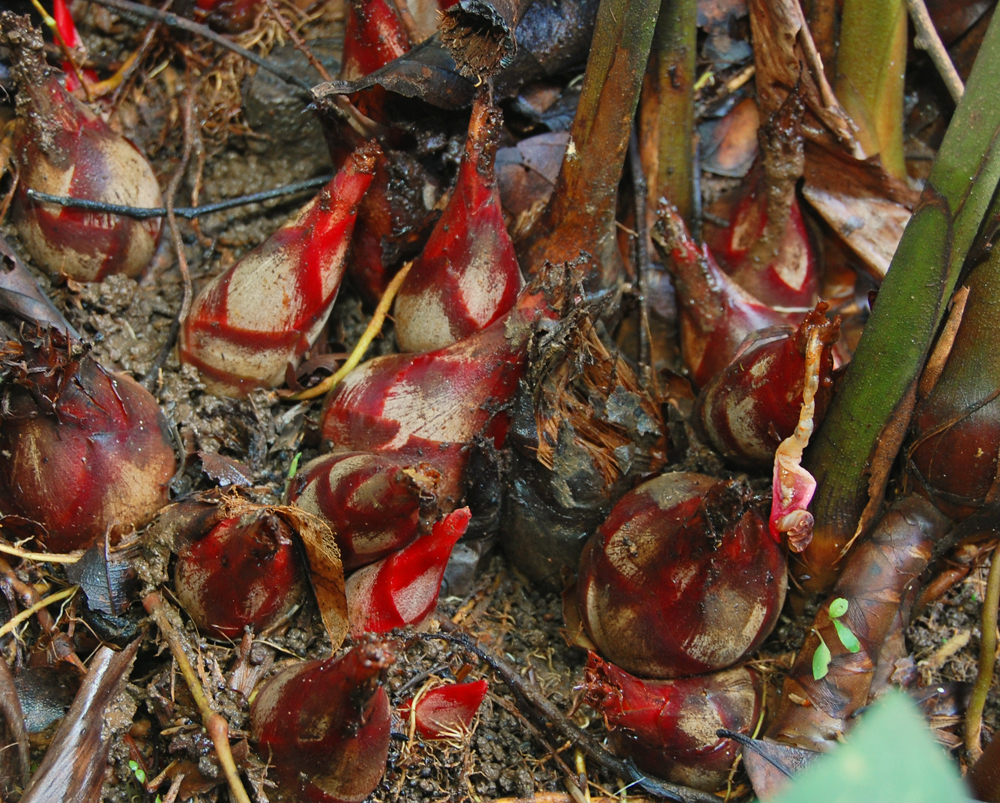
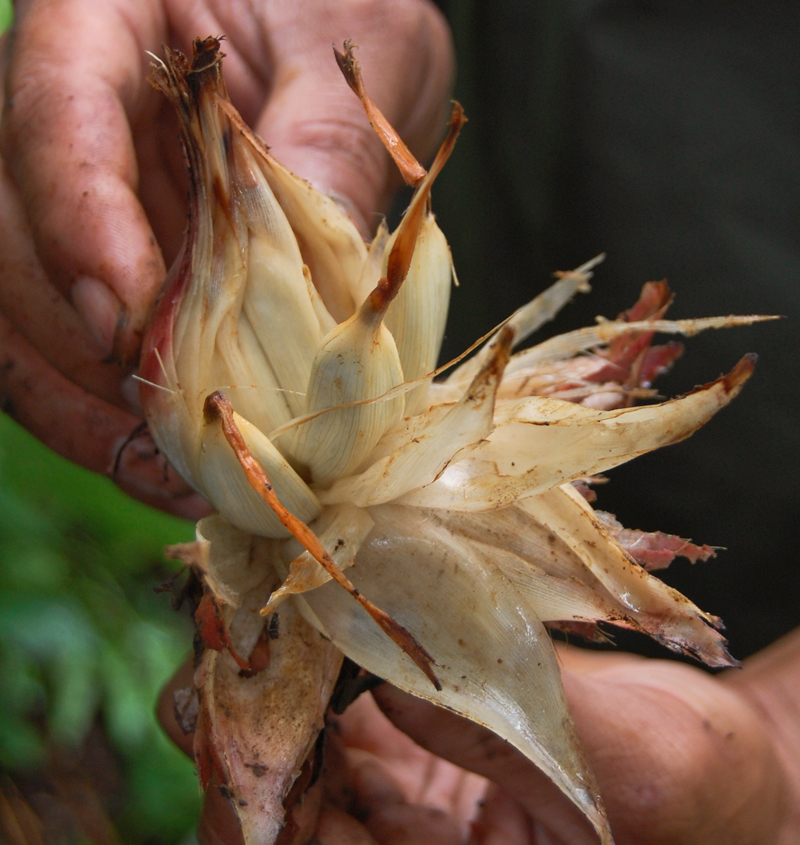
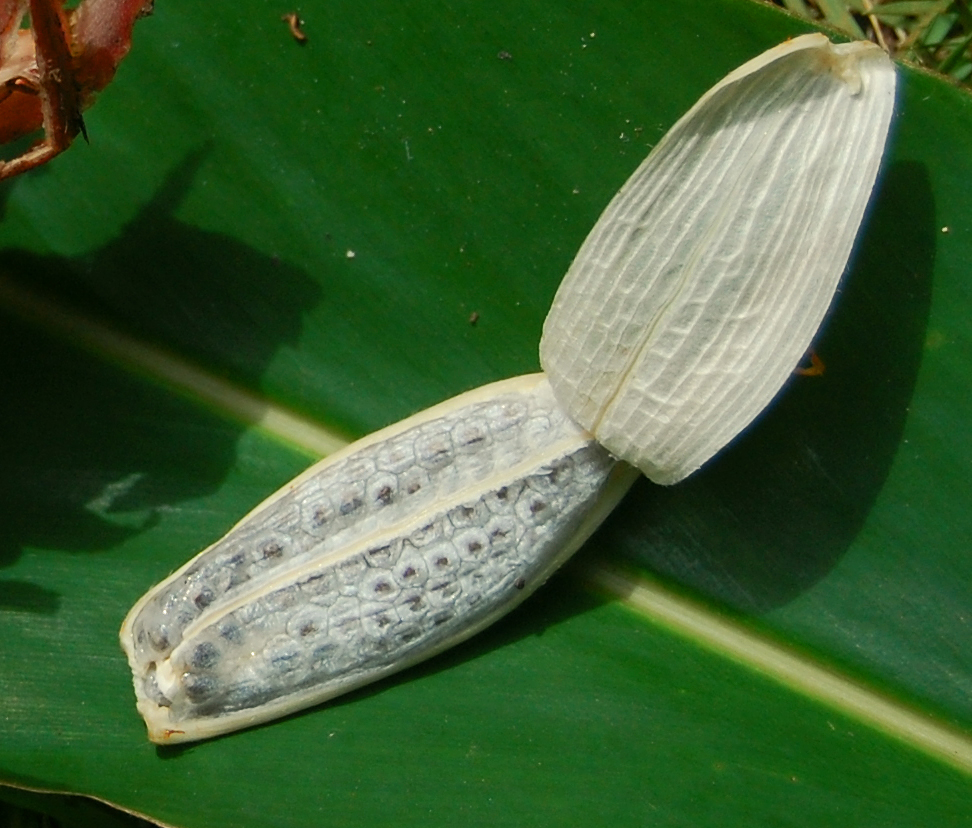
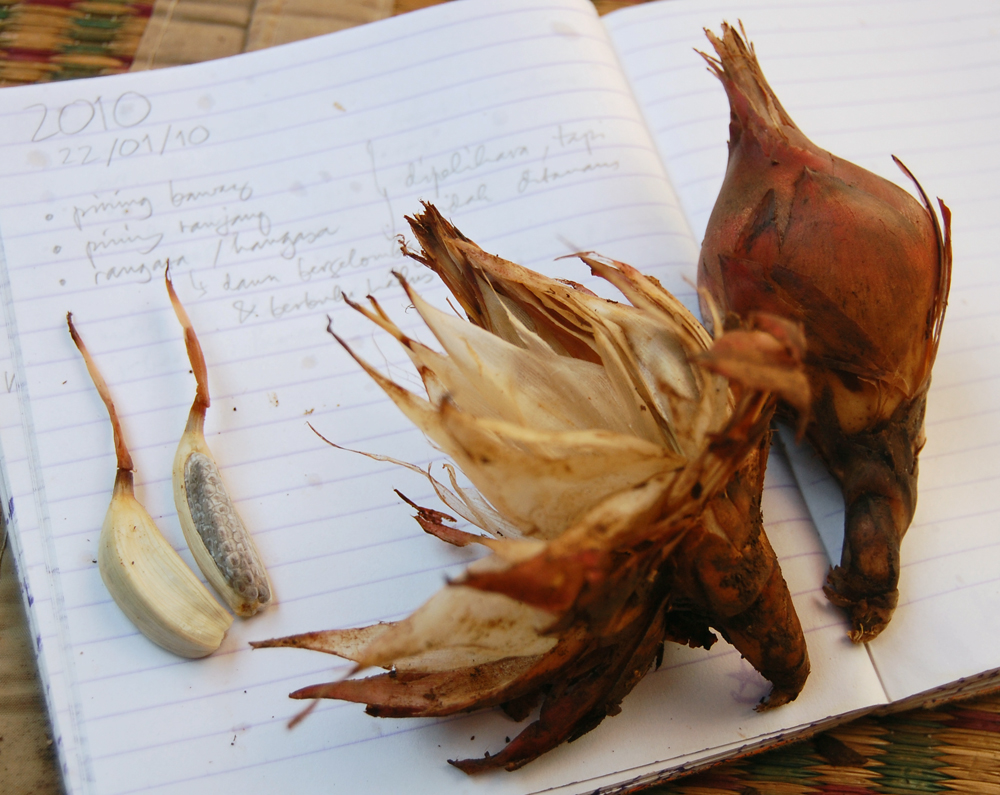